# Torre de Guadalmansa
La torre de Guadalmansa, también llamada Torre Mocha, Torre de Gualmaza, Torre de Guadalmaza y Torre del Xaral, es una torre almenara situada en el litoral del municipio de Estepona, en la provincia de Málaga, Andalucía, España.
Se trata de una torre de 14 metros de altura y planta cuadrada de 6,55 metros de lado. Está situada junto al yacimiento arqueológico villa romana de Las Torres, no lejos de la desembocadura del río Guadalmansa, en la punta homónima, de la cual toma su nombre. 
Al igual que otras torres almenaras del litoral mediterráneo andaluz, la torre formaba parte de un sistema de vigilancia de la costa empleado por árabes y cristianos y, como las demás torres, está declarada Bien de Interés Cultural. En la costa de Estepona existen 7 de estas torres. 